# Krasnostav, Luhînî
Krasnostav (în ucraineană Красностав) este localitatea de reședință a comunei Krasnostav din raionul Luhînî, regiunea Jîtomîr, Ucraina.

## Demografie
Componența lingvistică a localității Krasnostav
     Ucraineană (99,24%)
     Alte limbi (0,76%)
Conform recensământului din 2001, majoritatea populației localității Krasnostav era vorbitoare de ucraineană (99,24%), existând în minoritate și vorbitori de alte limbi.